# イブキボウフウ
イブキボウフウ（伊吹防風、学名：Libanotis coreana ）はセリ科イブキボウフウ属の多年草。別名、タンナボウフウ。

## 特徴
茎は直立し、枝を分け、高さは30-120cmになる。茎には稜があってやや角ばり、全体に毛がある。葉は長さ5-30cmになり、2-3回羽状複葉で、小葉はさらに細かく切れ込む。
花期は8-9月。茎頂か、分枝した先端に径3-6cmの複散形花序をつけ、白色の5弁花を多数つける。花序の下にある総苞片、小花序の下にある小総苞片は線形。果実は楕円形で、分果の背面に短毛が生える。油管は表面側の各背溝下に3-4個、分果が接しあう合生面に6個ある。

## 分布と生育環境
日本では、北海道、本州の近畿地方以東に分布し、日当たりのよい山地の草原など生育する。アジアでは朝鮮南部に分布する。

## 下位分類
- ハマイブキボウフウ Libanotis coreana (H.Wolff) Kitag. f. ugoensis (Koidz.) Kitag. -葉が厚く、海岸に生育する。
- タカネイブキボウフウ Libanotis coreana (H.Wolff) Kitag. var. alpicola Kitag. -本州の中部地方の高山帯に生育する。

## ギャラリー
- 花序

## イブキボウフウ属
イブキボウフウ属（イブキボウフウぞく、学名：Libanotis L.）はセリ科の属の一つ。多年草で、茎は直立し、枝を分ける。茎にはふつう稜があり、角ばる。葉は2-3回羽状複葉で、ふつう羽片に柄がない。花序の下の総苞片はある場合とない場合があり、小花序の下にある小総苞片はある。花弁は白色で、ときに紅色がある。果実の表面には毛があり、分果の隆条は脈状になって離れ、油管は平ら。
世界に15種知られ、日本にはイブキボウフウ1種がある。